# Присосок

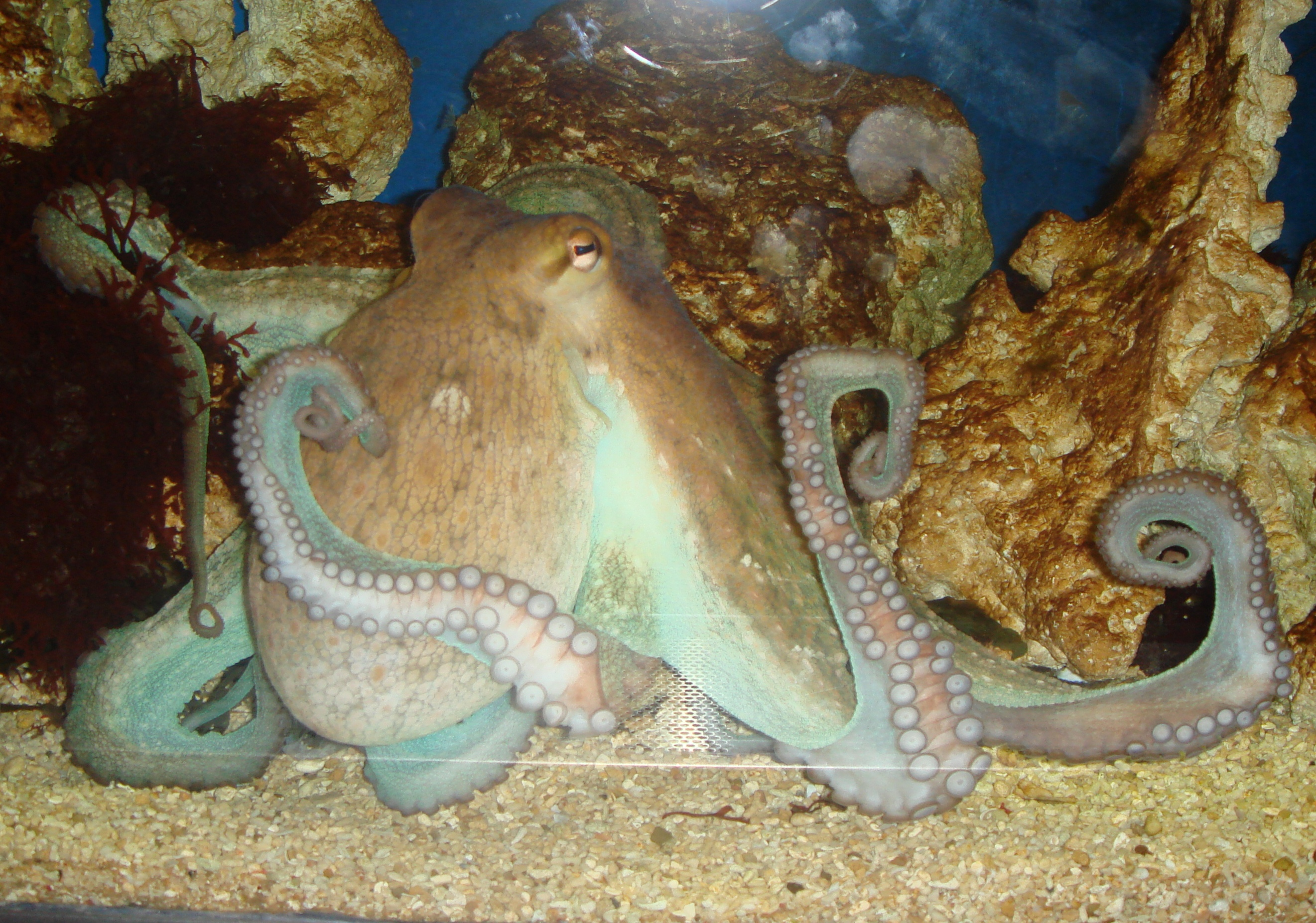
Присоски у восьминога (Octopus vulgaris)

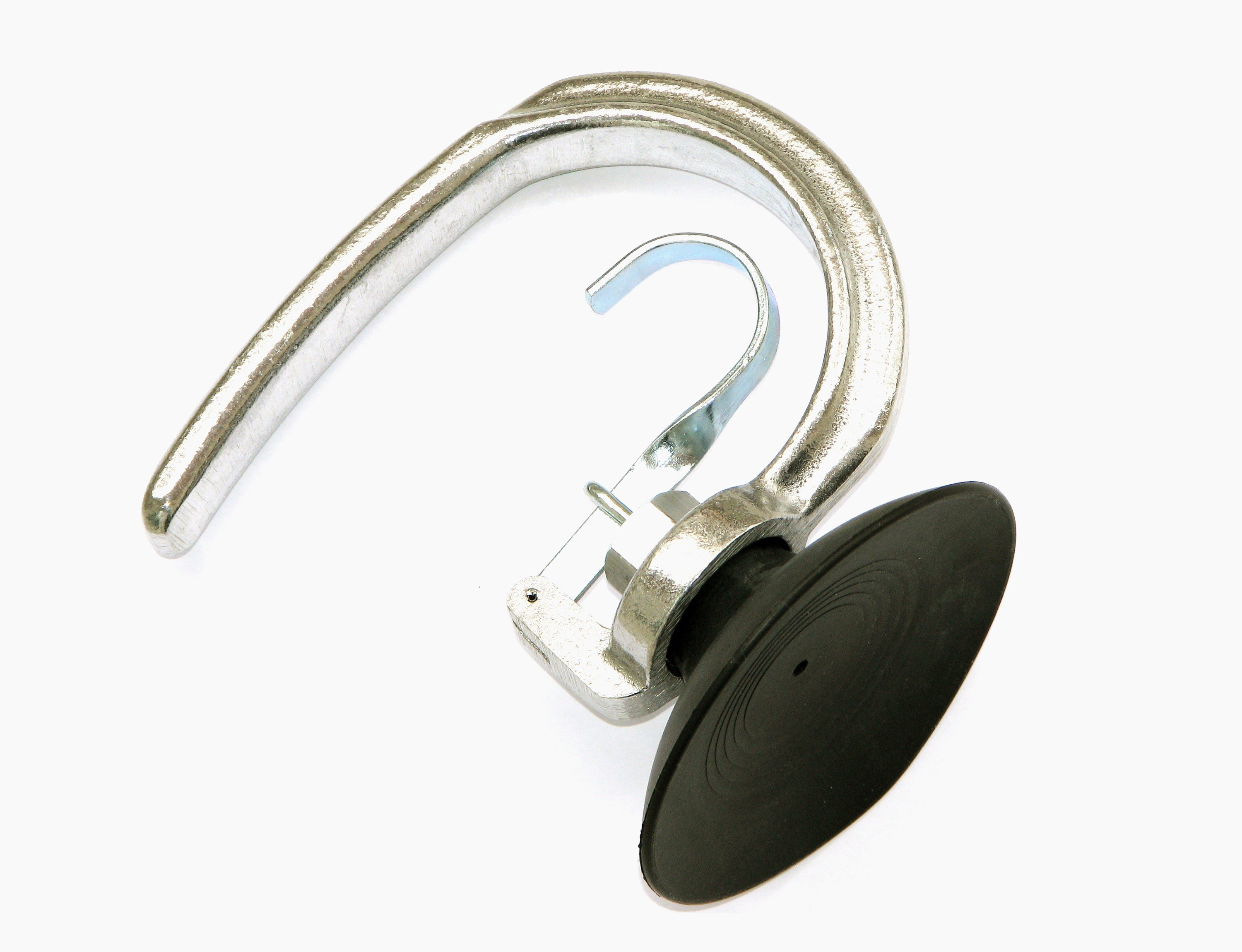
Штучний присосок

Присосок (також ссальце) — пристрій або орган, що слугує для прикріплення до твердої поверхні. Зазвичай присосок являє собою пружний увігнутий диск, порожнина якого ізолюється від зовнішнього середовища, після чого в ній утворюється понижений тиск.